# Amêndoa (Mação)
Amêndoa es una freguesia portuguesa del concelho de Mação, con 37,00 km² de superficie y 658 habitantes (2001). Su densidad de población es de 17,8 hab/km².